# David Elazar

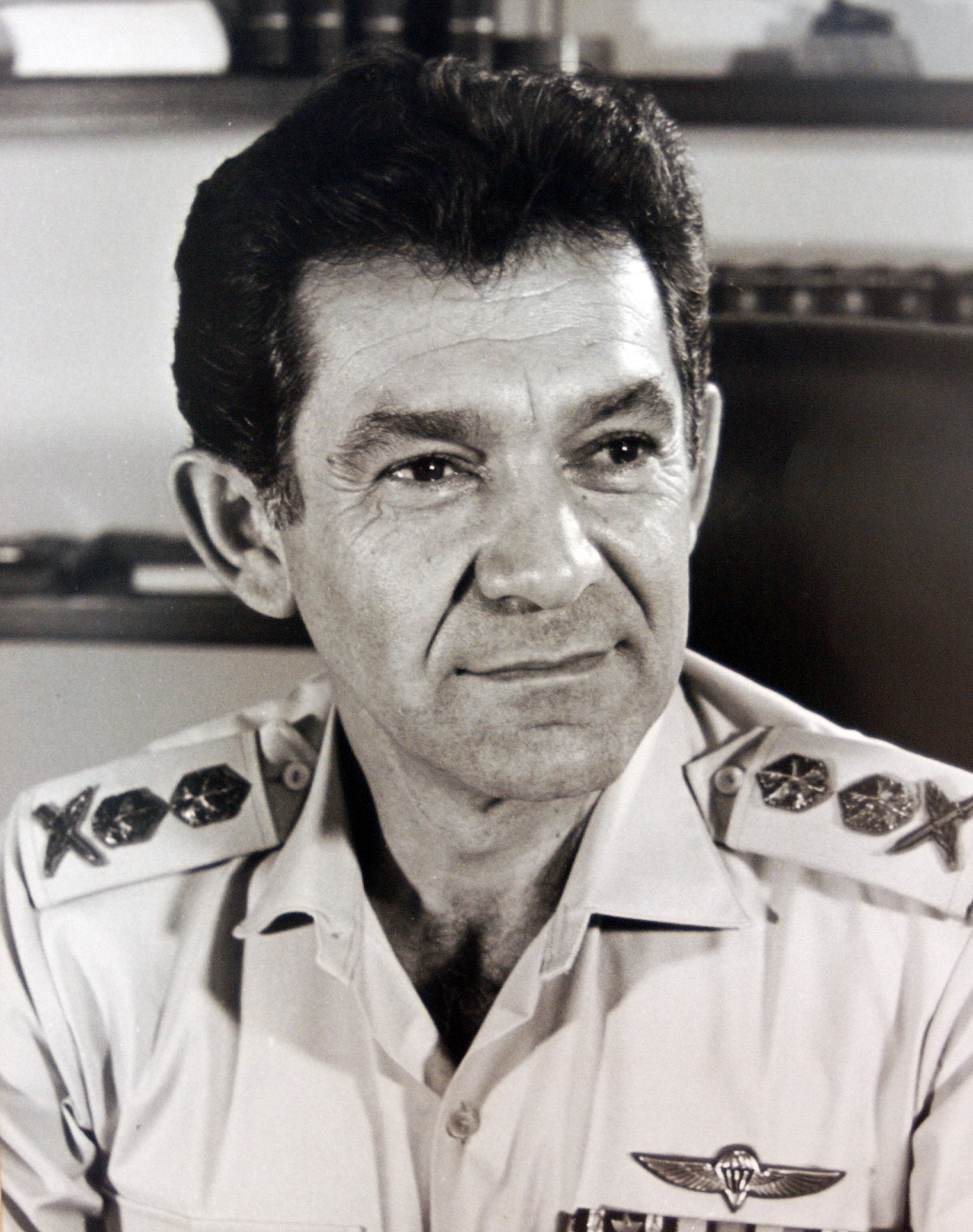
David Elazar

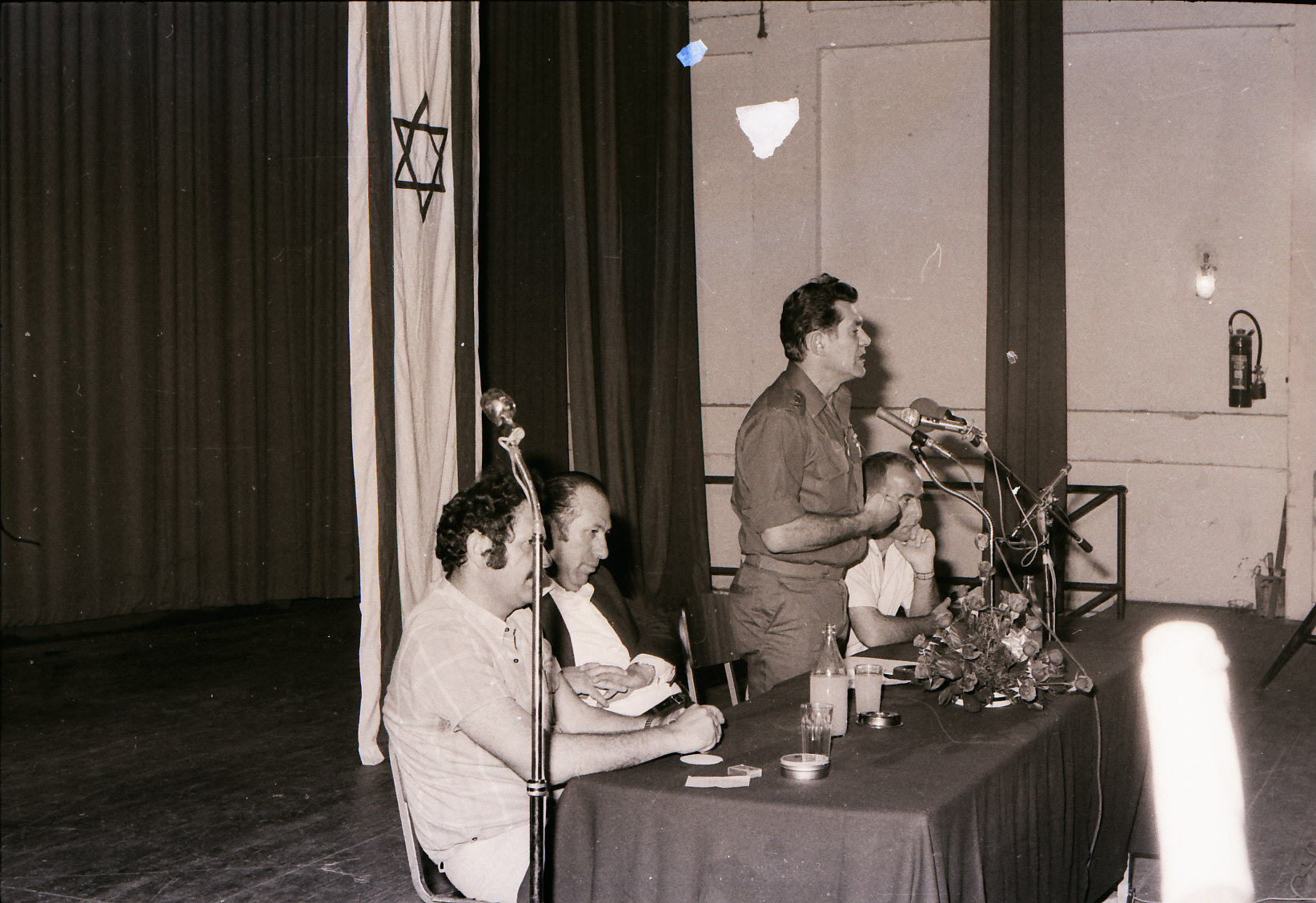
David Elazar, um 1973/1974

David Elazar (hebräisch דוד אלעזר; geboren 27. August 1925 in Sarajevo, Königreich Jugoslawien; gestorben am 15. April 1976 in Tel Aviv-Jaffa, Israel) war der neunte Generalstabschef der israelischen Streitkräfte. Sein Spitzname ist Dado. Er diente in dieser Position zwischen 1972 und 1974. Nach dem verlustreichen Jom-Kippur-Krieg wurde er zum Rücktritt gezwungen.

## Leben

### Frühe Jahre
Elazar wurde in Jugoslawien in eine sephardische Familie hineingeboren. Im Jahre 1940 wanderte er mit dem Kinder- und Jugend-Alijah-Programm in das damalige Palästina ein und wurde Mitglied des Kibbutz Ein Schemer. Er wurde bald Mitglied des Palmach und kämpfte in vielen wichtigen Schlachten des israelischen Unabhängigkeitskrieges, etwa in der Schlacht um das San Simon Kloster in Jerusalem. Er machte eine rasche militärische Karriere und diente etwa als Kommandeur des berühmten HaPortzim-Bataillons (Teil der Harel-Brigade).
Elazar blieb nach dem Krieg in der Armee und diente nach der Suezkrise von 1956 in den Panzerstreitkräften als stellvertretender Kommandeur unter Chaim Bar-Lew, dessen Posten er 1961 übernahm. In dieser Position blieb er bis 1964, als er zum Kommandeur des nördlichen Kommandos ernannt wurde. Während des Sechstagekrieges leitete er in dieser Position die israelische Eroberung der strategisch bedeutsamen Golanhöhen in nur zwei Kriegstagen.
Nach dem Krieg wurde Elazar Chef der Operationsabteilung des israelischen Generalstabs.

### Generalstabschef
Am 1. Januar 1972 wurde Elazar als Nachfolger von Chaim Bar-Lev zum Generalstabschef ernannt. Die ersten Monate in dieser Position lag der Kampf gegen den Terrorismus im Vordergrund. Am 9. Mai 1972 wurden die Flugzeugentführer einer Sabena im Zuge eines Gefangenenaustausches freigelassen, aber nur drei Wochen später am 30. Mai töteten Terroristen der „Japanischen Roten Armee“ 25 Zivilisten und verletzten 71 Personen auf dem Flughafen Ben Gurion. Am 5. September desselben Jahres kam es zur Geiselnahme von München, die für alle israelischen Geiseln tödlich endete. In Antwort auf diese Angriffe befahl Elazer den bis dahin größten Angriff auf terroristische Basen in Syrien und dem Libanon. Drei syrische Flugzeuge wurden abgeschossen und Dutzende Terroristen in heftigen Artilleriegefechten getötet. In der „Operation Frühling der Jugend“ (hebräisch אביב נעורים, Awiw Ne’urim), die in der Nacht vom 9. zum 10. April stattfand, wurden dutzende weitere Terroristen, einschließlich mehrerer bedeutender terroristischer Führer in Beirut durch die israelischen Streitkräfte (Tzahal) liquidiert.
In seine Verantwortung fällt auch der Abschuss eines libyschen Flugzeugs, das sich ohne sich zu identifizieren im israelischen Luftraum befand und nicht auf Anfragen antwortete. Später stellte sich heraus, dass das Flugzeug einen Flugfehler begangen hatte, über 100 Zivilisten kamen ums Leben.
Am 27. Mai 1973 rief die israelische Armee den Notstand aus und Reservisten wurden einberufen, nachdem es zu ägyptischen Truppenbewegungen gekommen war. Der Notstand wurde später aufgehoben, als sich herausstellte, dass es sich nur um eine Übung gehandelt hatte. Dieses Ereignis hatte einen wichtigen Einfluss auf den Generalstab, da auch später, im gleichen Jahr, beim Aufzug des Jom-Kippur-Krieges davon ausgegangen wurde, dass die Ägypter sich nicht auf einen Krieg vorbereiteten.
Am 13. September schoss Israel 13 syrische Kampfflugzeuge ab, die versucht hatten ein israelisches Flugzeug abzuschießen.

### Der Jom-Kippur-Krieg

#### Die Ereignisse, die zum Krieg führten
Am 1. Oktober 1973 wurden die Armeen Ägyptens und Syriens in den Alarmzustand gebracht. Wegen der falschen Einschätzung der militärischen Aufklärung und schlechter Entscheidungen des israelischen Militärs antwortete die Tzahal nur mit minimalen Maßnahmen, nur wenige Reserveeinheiten wurden einberufen, und es wurde befunden, ein Krieg sei unwahrscheinlich. In den frühen Stunden des 6. Oktober, dem jüdischen Tag der Versöhnung Jom Kippur, dem wichtigsten Feiertag, war Elazar endlich überzeugt, dass der Krieg an diesem Tage ausbrechen werde, obwohl der Chef der militärischen Aufklärung, Eli Zeira, und Verteidigungsminister Mosche Dajan dies immer noch für höchst unwahrscheinlich hielten. Dajans Überzeugung hatte zwei Hauptkonsequenzen:
1. Dajan weigerte sich Elazars Anfrage, zur allgemeinen Einberufung der israelischen Reserve Folge zu leisten (Elazar entschloss sich schließlich, beginnend mit dem 5. Oktober, eine Teileinberufung zu beginnen).
2. Dajan weigerte sich, Elazars Vorschlag zu billigen, einen Erstschlag der Luftstreitkräfte durchzuführen. Dieser war für 11:00 Uhr am Jom Kippur geplant, die Luftstreitkraft war bereit zuzuschlagen, aber die Flugzeuge hoben nie vom Boden ab.

#### Der Krieg
Um 2 Uhr nachmittags am Jom Kippur begannen die ägyptischen und syrischen Armeen mit einem koordinierten Angriff auf Israel. In vielfacher Hinsicht kam dies überraschend für die israelische Armee.
Nach einer Reihe von heftigen Gefechten, um die einmarschierenden Truppen aufzuhalten, einer gescheiterten Gegenoffensive im Sinai und schweren Verlusten sowohl der israelischen Luft- wie Bodenstreitkräfte konnte der feindliche Einfall schließlich aufgehalten werden.
Am 11. Oktober waren die Kampfhandlungen zurück über die syrische Grenze gedrängt worden, und am 16. Oktober überschritten israelische Truppen den Suezkanal unter dem Kommando General Ariel Scharons.
In den ersten Kriegstagen war Elazar einer der wenigen israelischen Kommandeure, die einen kühlen Kopf behielten und sogar eine optimistische Sicht zur Schau stellten. Besonders Mosche Dajan wurde später kritisiert, der von der „Zerstörung des dritten israelischen Staates“ sprach. Gleichzeitig offenbarte der Krieg tiefe persönliche Gegensätze in den obersten Rängen des Militärs, besonders an der Südfront. So musste Elazar sogar den Kommandeur des Kommandos Süd Generalmajor Schmuel Gonen entlassen und setzte an seiner statt den ehemaligen Generalstabschef Chaim Bar-Lew, seinen Vorgänger, auf diesen Posten ein. Auch die beiden kurz zuvor aus dem Militär ausgeschiedenen Generäle Rehawam Zeewi und Aharon Jariw wurden von ihm als spezielle Berater eingesetzt.
Am Ende des Krieges war die Tzahal tief in syrisches Gebiet eingedrungen. Der Berg Hermon, den die Israelis zu Beginn des Krieges verloren hatten, wurde zurückerobert. An der Südfront war die 3. ägyptische Armee im Sinai eingekesselt, und die israelische Armee hatte dank der unkonventionellen militärischen Taktiken Scharons den Kanal überschreiten können. Trotz alledem hatte Israel schwerste Verluste zu tragen und stand im Sinai 100.000 ägyptischen Soldaten gegenüber.

#### Die Folgen

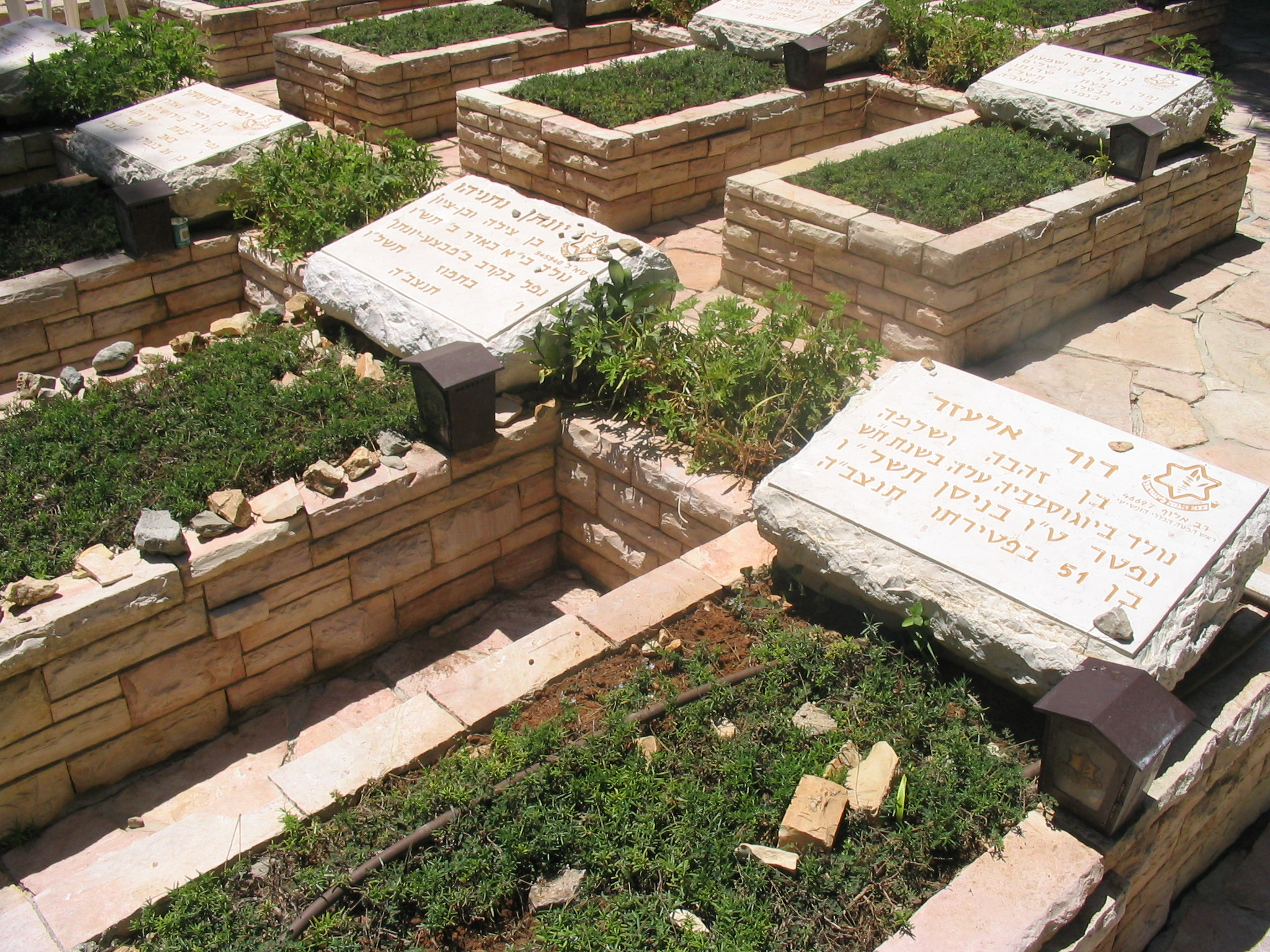
Das Grab David Elazar, links daneben das Grab Jonathan Netanjahus, auf dem Herzlberg in Jerusalem, Nationaler Militärfriedhof

Es kam zu öffentlichen Protesten im Land wegen der hohen Verlustrate, zu der es kam, weil Israel unvorbereitet getroffen wurde, sowohl was die militärische Aufklärung als auch was die operationelle Planung betrifft.
Am 21. November wurde die Agranat-Kommission eingesetzt, die klären sollte, warum die Tzahal so schlecht auf den Krieg vorbereitet gewesen war. Die Kommission tagte für mehrere Monate, hielt 140 Sitzungen ab und hörte dutzende Zeugen, bevor sie am 1. April 1974 einen Zwischenbericht ablieferte, der die Ablösung Elazars forderte. Der Bericht besagte, dass „Elazar die persönliche Verantwortung für die Einschätzung der Situation und die Bereitschaft der israelischen Streitkräfte“ getragen habe. Neben ihm, so der Vorschlag, solle auch der Chef der militärischen Aufklärung Eli Zeira gehen.
Elazar reichte unmittelbar danach sein Rücktrittsgesuch bei der Regierung ein und behauptete, ungerecht behandelt worden zu sein, besonders da der Bericht keine Sanktionen gegen die politische Führung des Landes vorsah. Er bemängelte außerdem, dass seine Aktionen während des Krieges nicht berücksichtigt worden waren, die letztlich zum Sieg Israels beigetragen hatten.
Am 15. April 1976 starb Elazar an einem Herzinfarkt beim Schwimmen. Viele in Israel glaubten, er sei an einem gebrochenen Herzen gestorben, nachdem die Agranat-Kommission ihn für das militärische Fiasko verantwortlich gemacht hatte.

### Erbe
David Elazar bekannt als „Dado“ bleibt bis auf den heutigen Tag eine umstrittene Persönlichkeit in der israelischen Öffentlichkeit, die die Schlüsse der Agranat-Kommission nicht in jedem Falle annahm. Es ist jedoch offensichtlich, dass Elazar in dem Glauben gefangen war, die arabischen Staaten würden nach den Erfahrungen des Sechstagekrieges Israel nie wieder angreifen, und falls sie das täten würden „wir ihre Knochen brechen“ (ein stark kritisierter Kommentar, den er am 8. Oktober machte, als die Streitkräfte immer noch in einer gescheiterten Gegenoffensive an der Südfront gefangen waren). Dennoch sind viele der Ansicht, die Regierung und besonders Ministerpräsidentin Golda Meïr und Verteidigungsminister Mosche Dajan hätten genauso verantwortlich gemacht werden müssen. Es wird allerdings Elazar zugutegehalten, dass er während der ersten schweren Tage des Krieges einen kühlen Kopf behalten und so zu dem Sieg beigetragen hatte.